# Muzeum Pamięci Sybiru

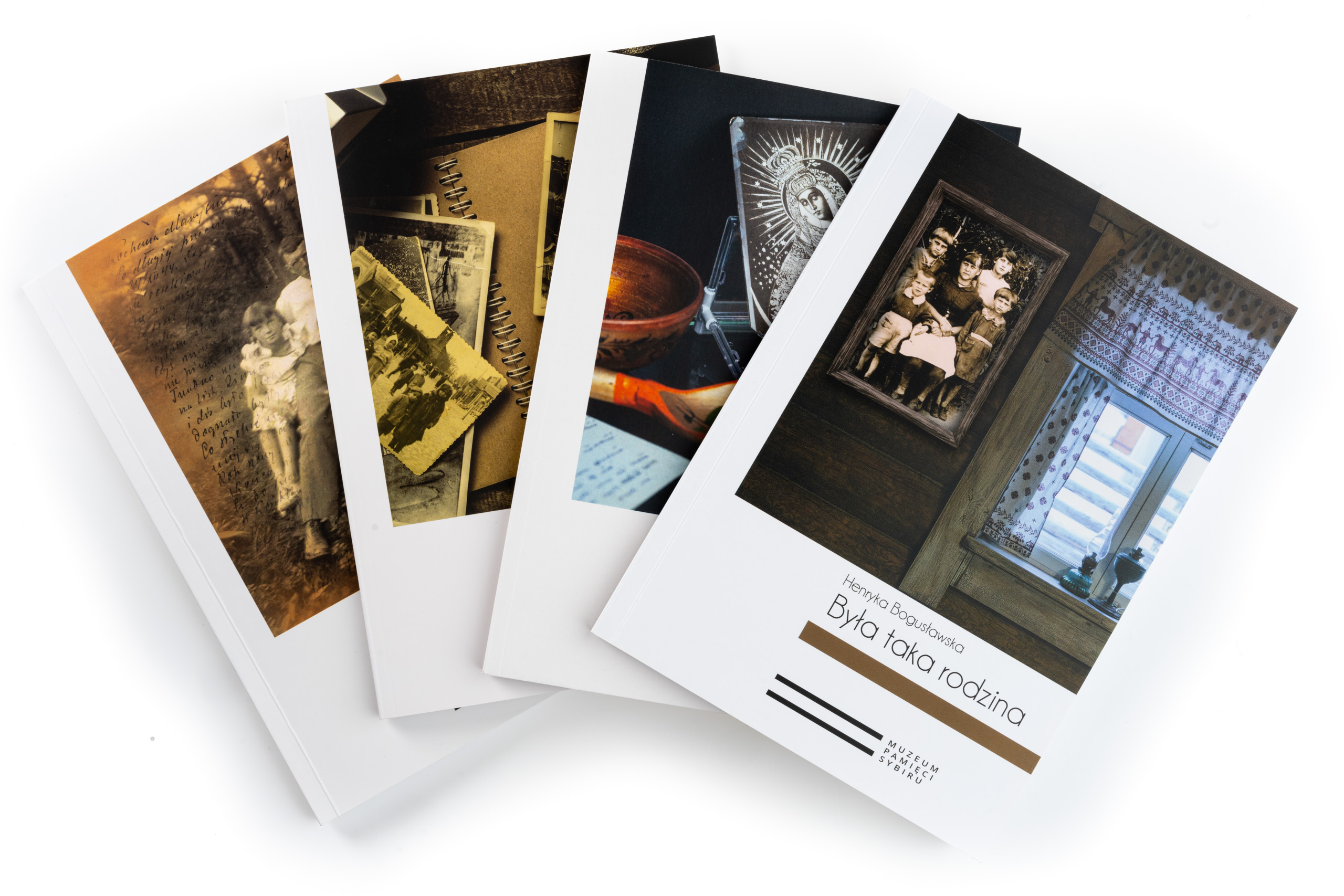
Wspomnienia Sybiraków wydane przez Muzeum Pamięci Sybiru

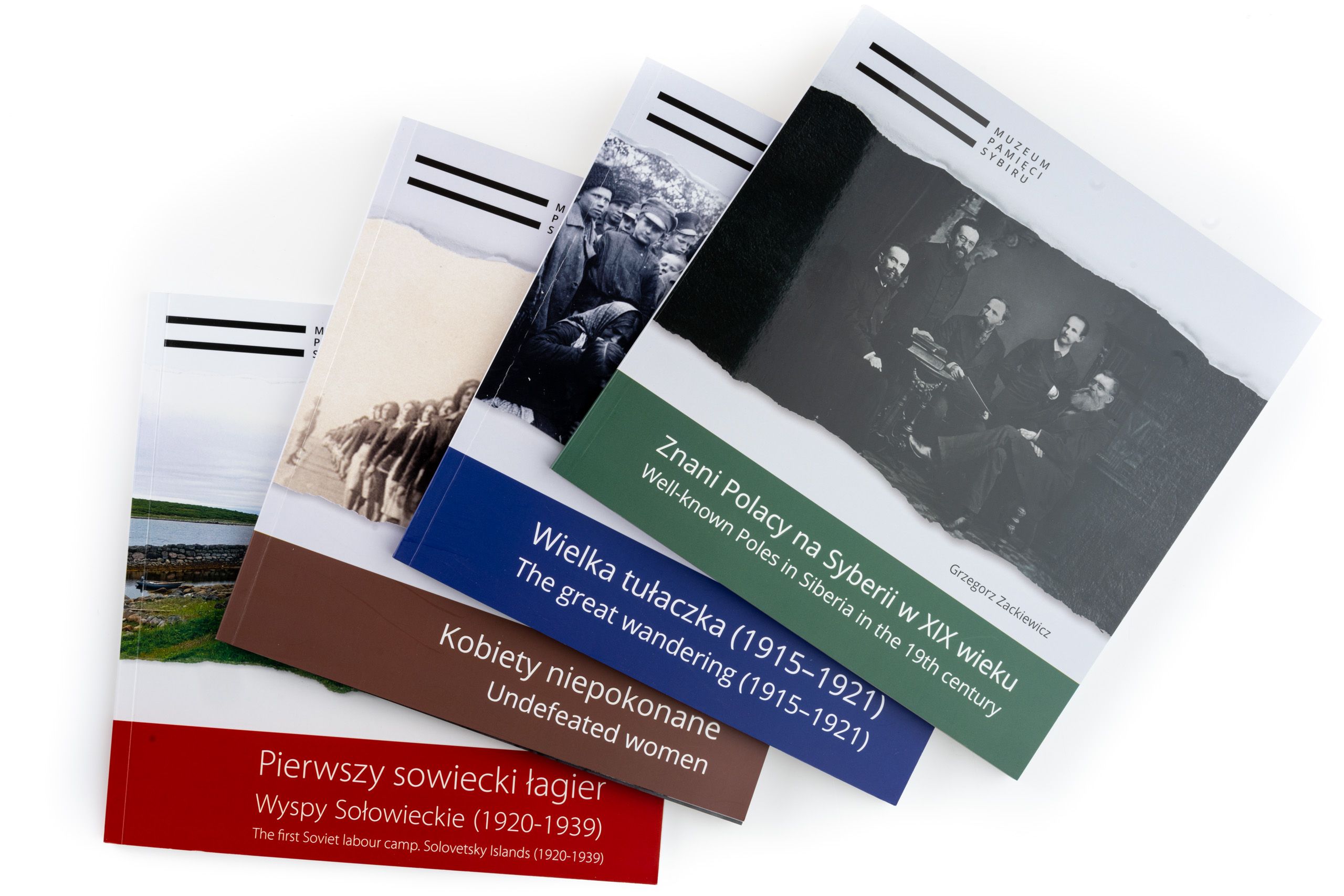
Polsko-angielskie publikacje popularnonaukowe

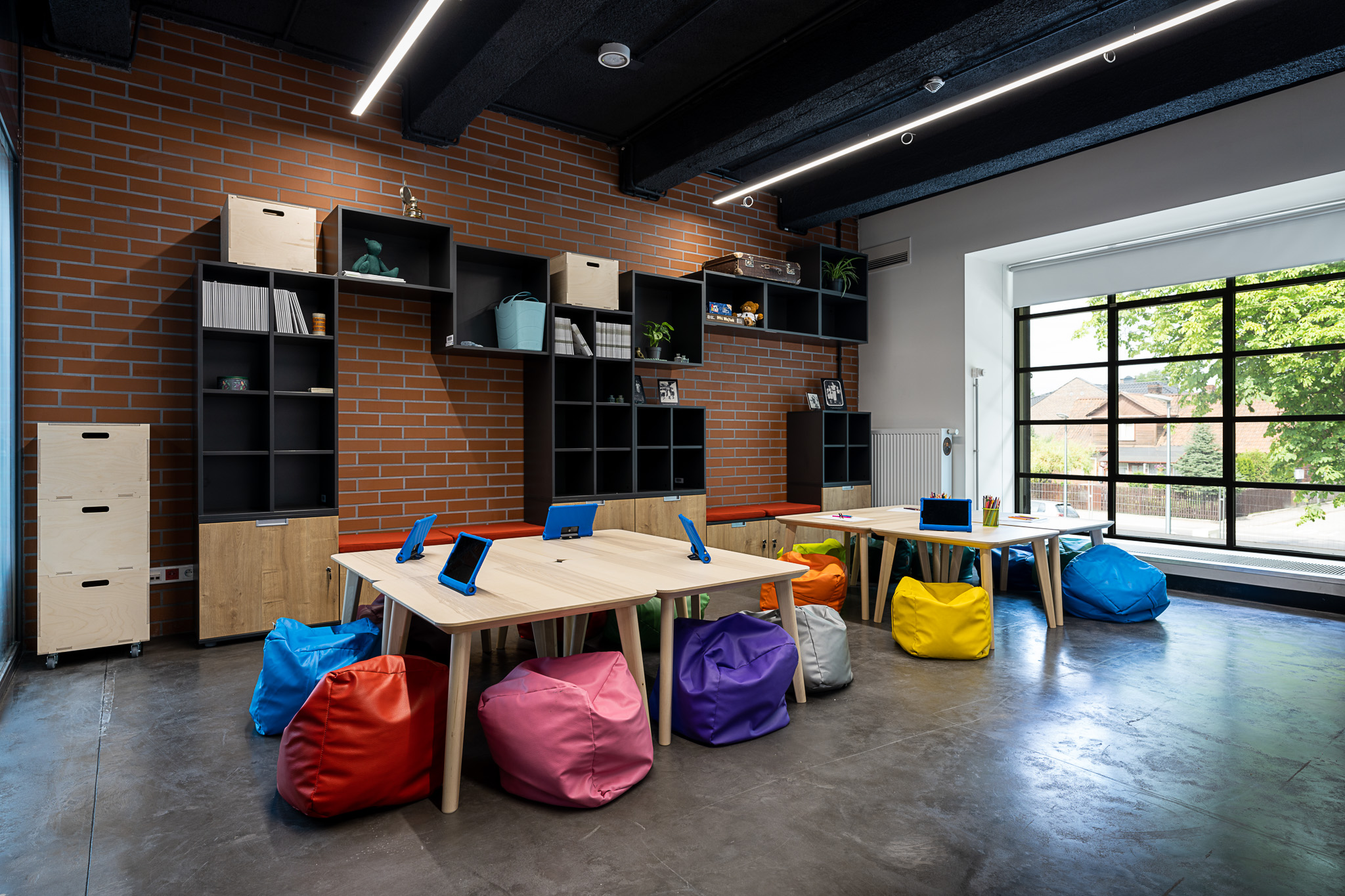
Sala edukacyjna

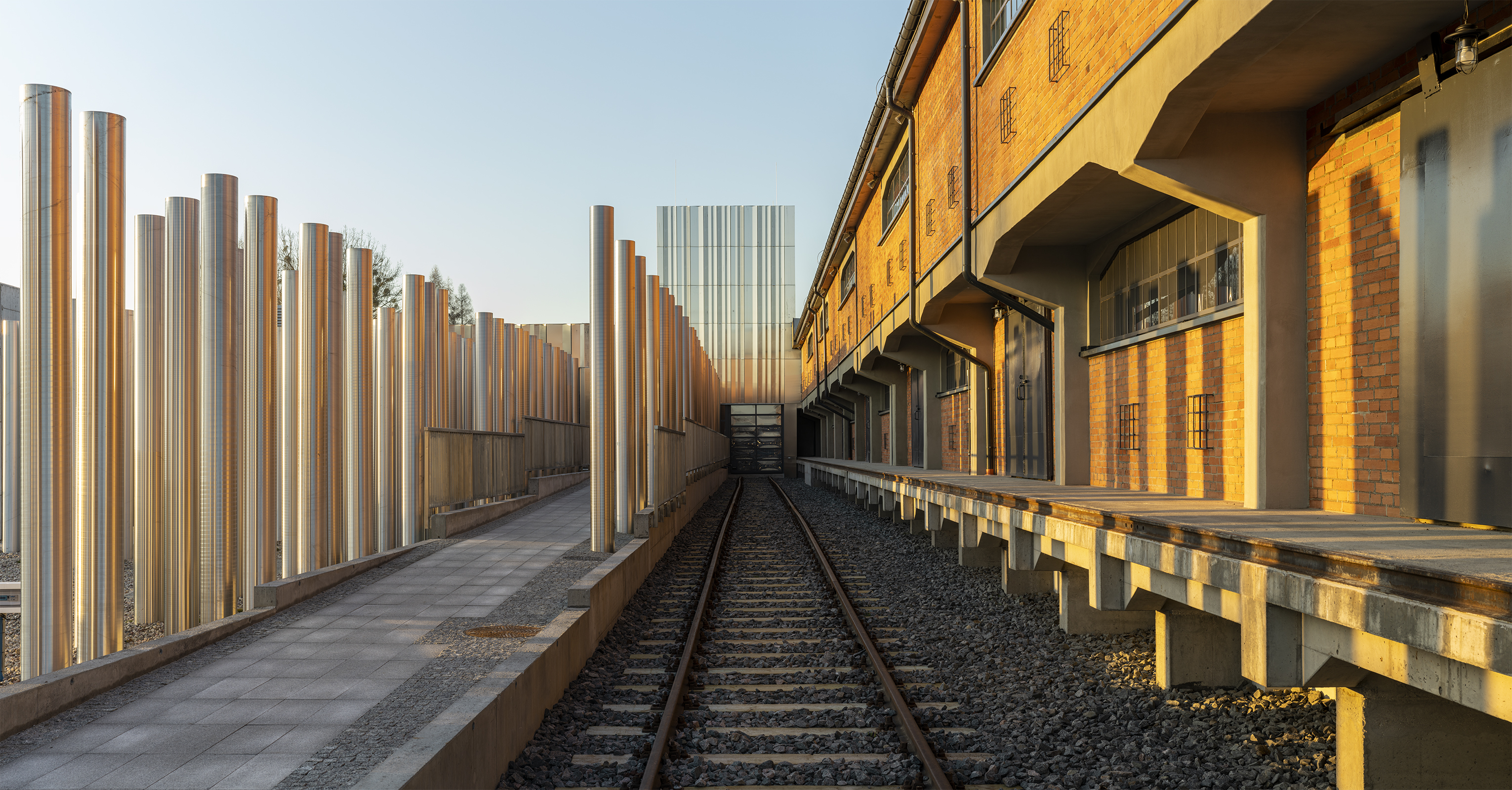
Do Muzeum Pamięci Sybiru wchodzi się wzdłuż torów dawnej bocznicy kolejowej. Szyny symbolicznie nikną w głębi budynku.

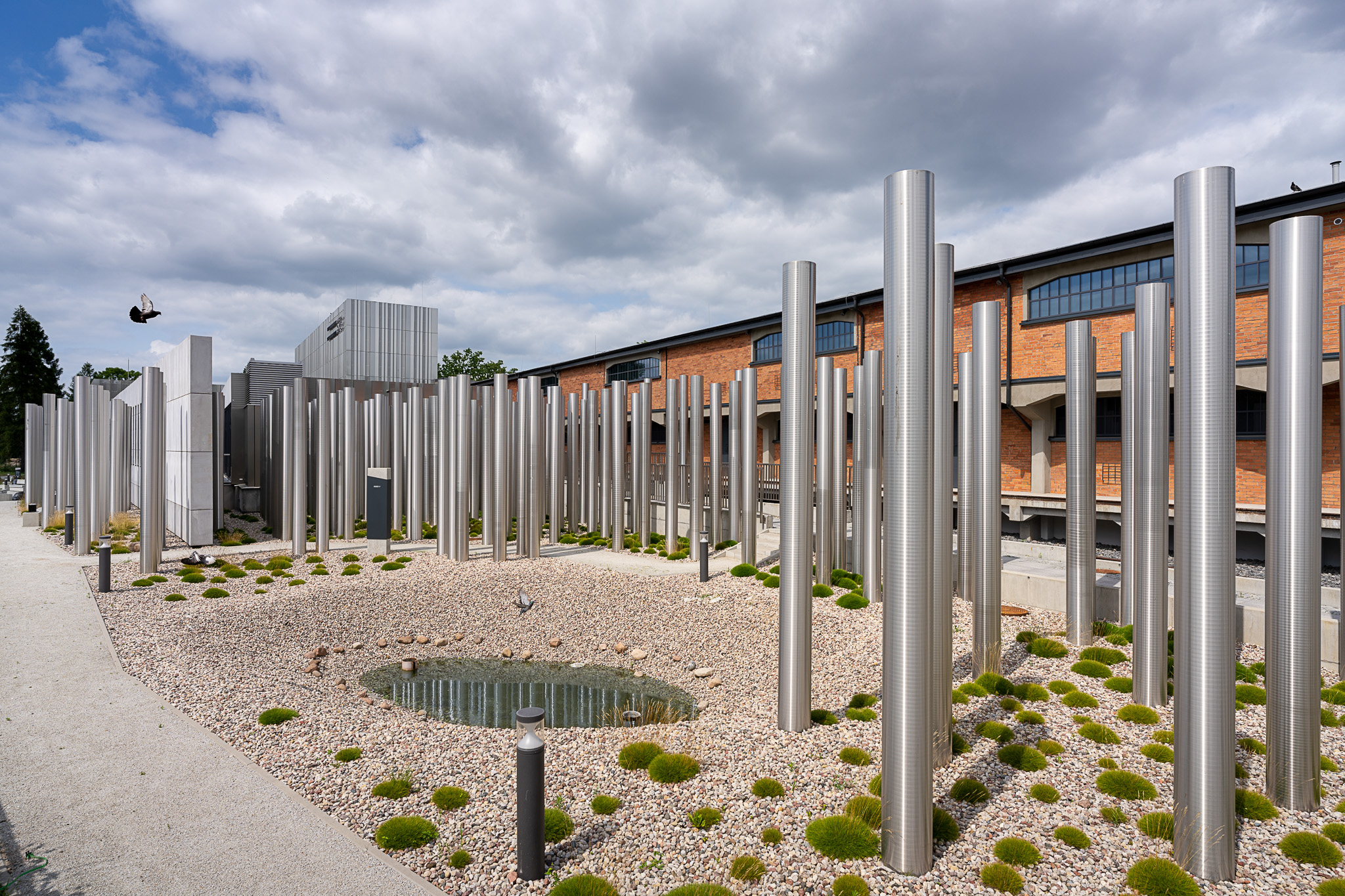
Skwer między wejściem głównym do Muzeum a ulicą Towarową.

Muzeum Pamięci Sybiru – ogólnopolskie muzeum narracyjne przedstawiające historię polskiej obecności na Syberii od XVIII wieku, carskich zsyłek Polaków w głąb Rosji oraz represji i zbrodni sowieckich, w tym deportacji na Syberię i do Kazachstanu. Powstało 1 stycznia 2017 roku jako samorządowa instytucja kultury miasta Białegostoku. Pierwszym dyrektorem muzeum został profesor dr hab. Wojciech Śleszyński. Siedziba przy ulicy Węglowej 1 wraz z wystawą stałą zostały otwarte 17 września 2021 r.

## Idea
Pierwsze koncepcje upamiętnienia doświadczeń polskich Sybiraków w formie muzeum narodziły się już w okresie międzywojennym. Próby te przerwał wybuch wojny, po której temat porzucono jako politycznie „niewłaściwy”.
Białystok jest jedynym dużym miastem zajętym przez Związek Sowiecki w wyniku agresji we wrześniu 1939 roku, które znajduje się w obecnych granicach Polski. Co piąty mieszkaniec tego miasta, w wyniku czterech masowych deportacji w latach 1940–1941, trafił na Syberię lub do Kazachstanu. Dlatego idea stworzenia ośrodka upamiętniającego wiedzę o dawnych ziemiach wschodnich Rzeczypospolitej oraz pamięci o traumie zesłań syberyjskich odrodziła się na początku lat dziewięćdziesiątych XX wieku właśnie w Białymstoku. Wówczas w ramach Oddziału Polskiego Towarzystwa Historycznego w Białymstoku powstała Sekcja Dziejów Dawnych Ziem Północno-Wschodnich Rzeczypospolitej. Próbę całościowej dokumentacji zesłań i wywózek podjął po 2000 roku białostocki oddział Instytutu Pamięci Narodowej. Wielowątkowe badania prowadzone były również w ramach prac naukowych w Instytucie Historii Uniwersytetu w Białymstoku. W 1998 roku przy Kościele Ducha Świętego w Białymstoku powstała izba pamięci poświęcona tragedii osób wywiezionych na Sybir.

## Nazwa
Nazwa Muzeum Pamięci Sybiru odnosi się do pojęcia historycznego, nie geograficznego. Wyraz „Sybir” pochodzi najprawdopodobniej od nazwy tatarskiego grodu nad Irtyszem (okolice dzisiejszego Tobolska) zwanego Isker lub Sibir. Według innej wersji wywodzi się z tunguskiego sibur lub mongolskiego sziber oznaczającego tereny podmokłe. Słowo „Sybir” odnosi się do traumatycznego doświadczenia historycznego Polaków i innych narodów: carskich zsyłek, sowieckich deportacji, łagrów. Dlatego odnosi się także do losów osób, które znalazły się w europejskiej części Rosji (na zachód od Uralu) lub w Kazachstanie. Słowo „pamięć” w nazwie muzeum odnosi się do misji placówki, którą jest zachowanie ciągłości pamięci o polskim doświadczeniu Sybiru.

## Historia
W 2010 roku władze miejskie Białegostoku wydzieliły z kompleksu przedwojennych magazynów wojskowych dwuhektarową działkę z przeznaczeniem na budowę przyszłego Muzeum Pamięci Sybiru. W Muzeum Wojska w Białymstoku powstał wtedy Dział Badań Zsyłek i Deportacji. W 2012 roku zespół kierowany przez architekta Jana Kabaca opracował dokumentację projektową budowy siedziby, a w 2014 roku rozstrzygnięto konkurs na przygotowanie scenariusza i aranżacji wystawy stałej Muzeum Pamięci Sybiru – wygrała go belgijska firma TEMPORA S.A. Z końcem 2016 roku zakończono wstępny etap prac budowlanych polegających na przygotowaniu terenu i głównych instalacji, a 1 stycznia 2017 roku otwarto samodzielne Muzeum Pamięci Sybiru. 18 kwietnia 2018 roku podpisano umowę na wykonanie głównego etapu budowy siedziby Muzeum. 19 czerwca 2019 roku firma Deko-Bau Sp. z o.o. wygrała konkurs na budowę wystawy stałej. 9 grudnia 2019 roku nastąpiło oficjalne przekazanie kluczy do nowej siedziby Muzeum przy ulicy Węglowej 1 dyrektorowi profesorowi Wojciechowi Śleszyńskiemu przez Prezydenta Białegostoku Tadeusza Truskolaskiego.
30 kwietnia 2021 roku zakończona została realizacja projektu „Wykonanie wystawy stałej i zakup wyposażenia na potrzeby Muzeum Pamięci Sybiru” (w ramach VIII osi priorytetowej „Ochrona dziedzictwa kulturowego i rozwój zasobów kultury” Programu Operacyjnego Infrastruktura i Środowisko 2014–2020, dla którego Instytucją Pośredniczącą było Ministerstwo Kultury, Dziedzictwa narodowego i Sportu) o łącznej wartości niemal 13 mln złotych. Europejski Fundusz Rozwoju Regionalnego dofinansował projekt kwotą 6 783 630,07 zł. Pozostałe koszty pokryte zostały z budżetu Miasta Białystok.
Muzeum zostało otwarte 17 września 2021 roku w rocznicę agresji sowieckiej na Polskę. W uroczystościach udział wzięli m.in. Prezydenci RP Andrzej Duda i Bronisław Komorowski, premier Mateusz Morawiecki i minister kultury, dziedzictwa narodowego i sportu profesor Piotr Gliński. Wśród gości specjalnych była córka Gustawa Herlinga-Grudzińskiego, dr Marta Grudzińska. Na uroczystość przyjechali także Sybiracy z całej Polski.

## Działalność
Muzeum Pamięci Sybiru oprócz działalności wystawienniczej prowadzi badania naukowe o szerokim zakresie tematycznym. Gromadzi i opracowuje informacje odnoszące się zarówno do przedwojennych polskich Kresów, jak i do wielowiekowej obecności Polaków na Syberii (także tych, którzy osiedlili się tam dobrowolnie), począwszy od XVII wieku, poprzez carskie zsyłki i sowieckie deportacje do czasów najnowszych. Pracownicy naukowi Muzeum zbierają, spisują i opracowują relacje Sybiraków i ich potomków oraz obejmują opieką i badają obiekty i dokumenty źródłowe odnoszące się do historii Sybiru i Sybiraków.
Reprezentanci Muzeum Pamięci Sybiru biorą udział w posiedzeniach Komisji Syberyjskiej Komitetu Historii Nauki i Techniki Polskiej Akademii Nauk.
W ramach Muzeum funkcjonuje Instytut Badawczy im. Prezydenta Seweryna Nowakowskiego powołany 16 września 2021 r. Celem Instytutu jest badanie i popularyzacja wiedzy o historii zesłań i deportacji obywateli polskich w głąb Rosji i Związku Sowieckiego oraz prowadzenie otwartej dyskusji i dialogu między narodami wschodniej Europy.
Muzeum Pamięci Sybiru prowadzi działalność wydawniczą. Wydaje dwujęzyczny (polsko-angielski) bogato ilustrowany cykl popularnonaukowy oraz serię „Sybir” przekrojowo prezentującą dzieje polskich Kresów Wschodnich i Sybiru. Wśród publikacji szczególnie miejsce zajmują wspomnienia Sybiraków. Te wydawane są w różnych formach, także jako komiksy.

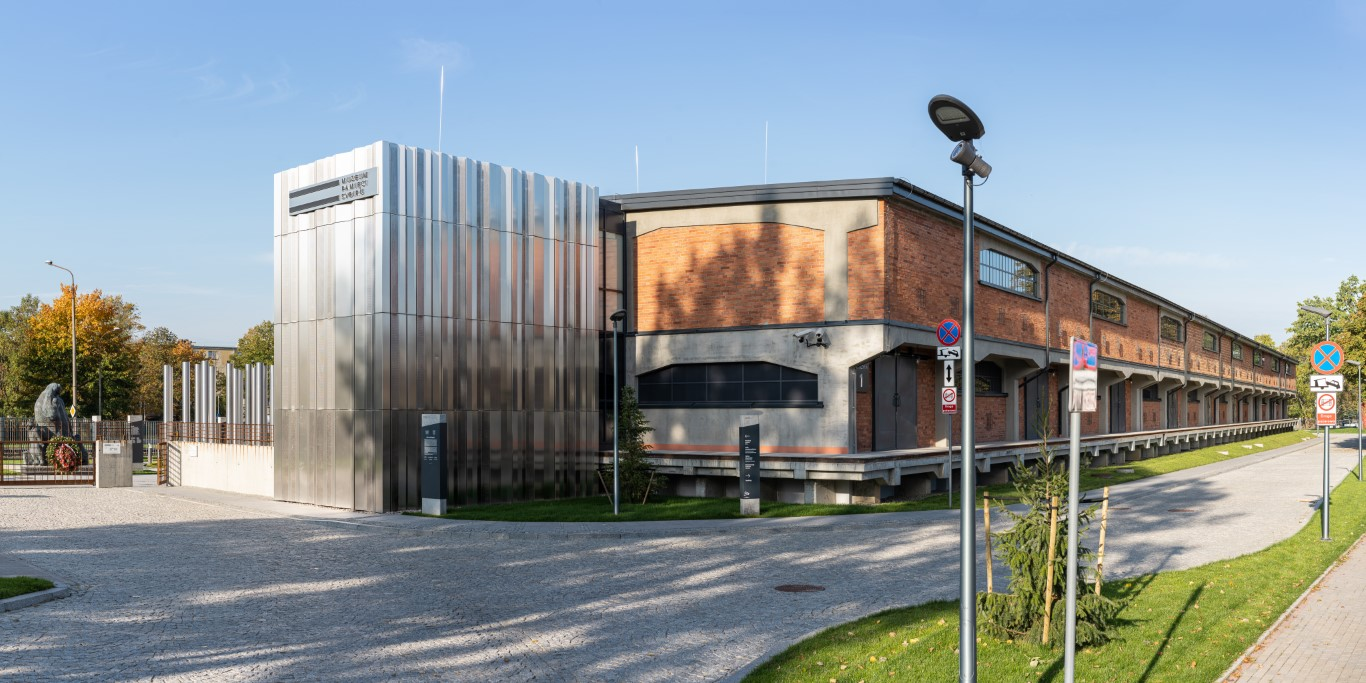
Część budynku mieszcząca dziś wystawę stałą Muzeum Pamięci Sybiru to przedwojenny magazyn wojskowy.

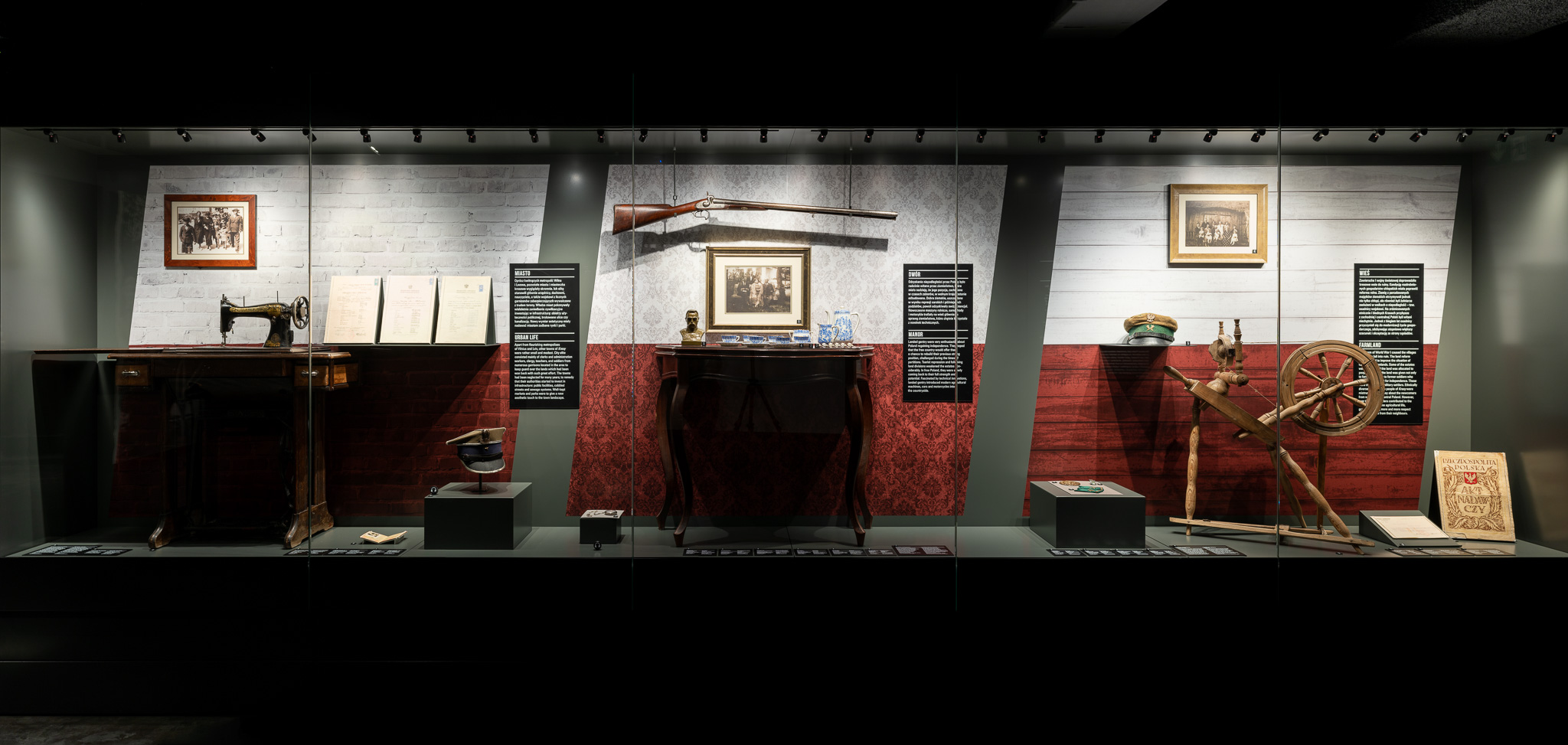
Fragment wystawy stałej

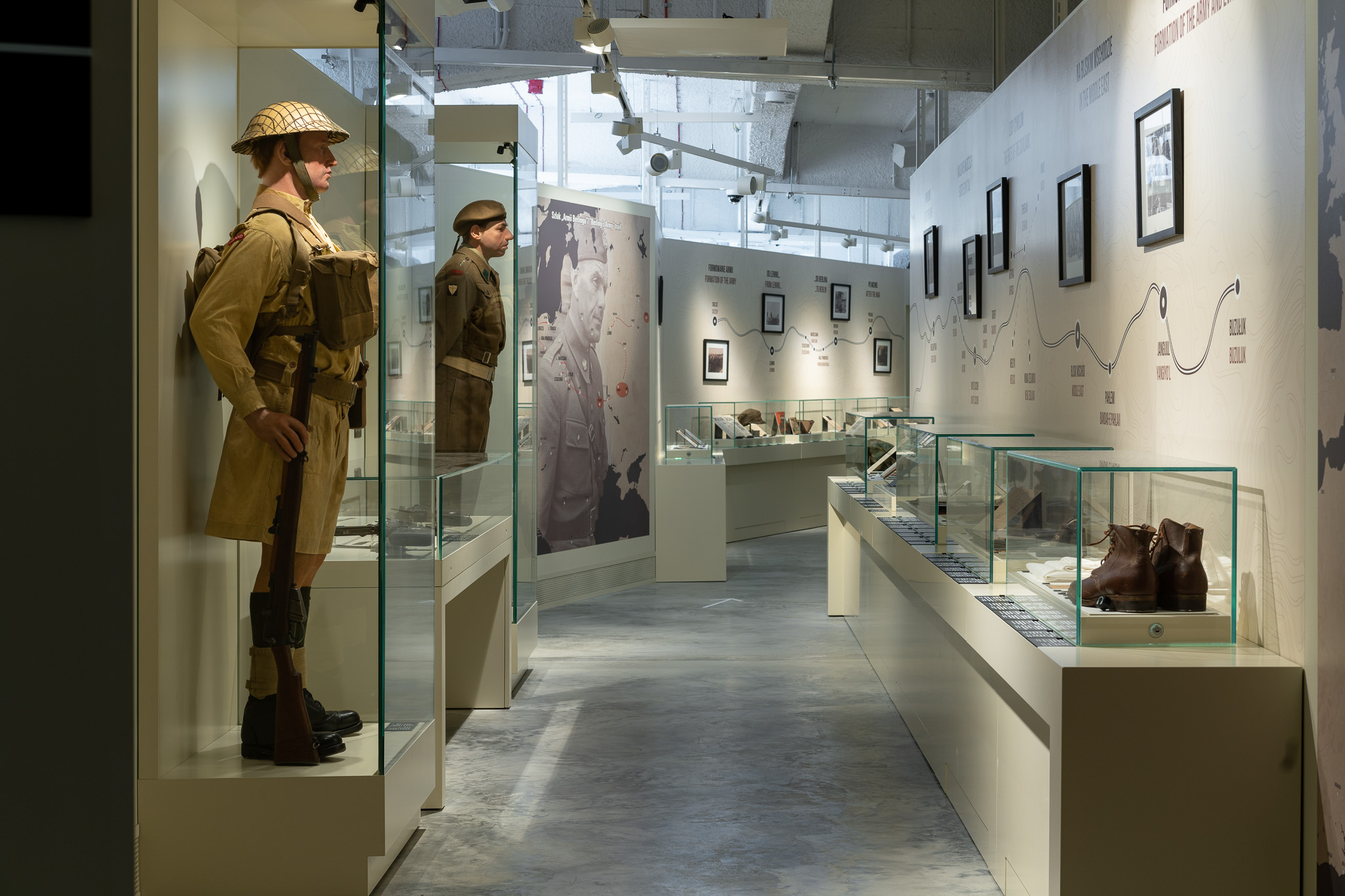
Fragment wystawy stałej

Muzeum wydaje dwa czasopisma: popularnonaukowy „Sybir” oraz naukowy „Biuletyn Historii Pogranicza” (wespół z Polskim Towarzystwem Historycznym).
Muzeum organizuje wydarzenia cykliczne. 10 lutego przed Muzeum organizowane jest Światło Pamięci, w ramach którego upamiętniane są ofiary sowieckich deportacji, które rozpoczęły się 10 lutego 1940 roku. Tego samego dnia odbywa się Bieg Pamięci Sybiru, impreza, która łączy sport z pielęgnowaniem pamięci o ofiarach przesiedleń. 17 września, w rocznicę sowieckiej agresji na Polskę, przez Białystok przejeżdża rowerowy Peleton Pamięci. "Kierunek Muzeum" to cykl debat i prelekcji dotyczących nowoczesnego muzealnictwa. 
W ramach swojej działalności Muzeum Pamięci Sybiru realizuje program edukacyjny – oprowadzanie po wystawie stałej, lekcje muzealne, warsztaty i spotkania tematyczne obejmujące kilka wieków historii zarówno Kresów Wschodnich, jak i obecności Polaków na Syberii oraz doświadczeń składających się na pojęcie Sybiru. Organizowane są debaty, wykłady, pokazy filmów, spotkania z naukowcami i świadkami historii. W ramach działalności wystawienniczej Muzeum Pamięci Sybiru prezentuje instalacje artystyczne i popularyzujące historię w różnych miastach Polski.

## Siedziba
Muzeum Pamięci Sybiru powstało na terenie dawnych magazynów wojskowych przy ulicy Węglowej, w dzielnicy określanej jako Węglówka, w Białymstoku. Na siedzibę Muzeum wybrano magazyn nr 5, najbliższy ulicy Wasilkowskiej. Miejsce wybrano celowo, ponieważ transporty deportowanych na Syberię i do Kazachstanu w latach 1940–1941 odchodziły z pobliskiego Dworca Poleskiego (obecnie Fabryczny), a ofiary były ładowane do wagonów na bocznicy kolejowej graniczącej z magazynem nr 5.
Działka zajmowana przez Muzeum Pamięci Sybiru obejmuje 1,583 ha. Powierzchnia zabudowy wynosi 3705,15 m kw.
Budynek o łącznej powierzchni użytkowej wynoszącej 5458 m kw. zaprojektowany został przez białostockiego architekta Jana Kabaca. Łączy on substancję zabytkową oraz nowoczesne wzornictwo. Magazyn wojskowy z lat 30. XX w. został zaadaptowany na siedzibę wystawy stałej. W dobudowanym do niego budynku mieści się administracja Muzeum, szatnia i zaplecze sanitarne oraz sala konferencyjna na 120 osób i restauracja. W przyziemiu mieszczą się magazyny muzealne, nowoczesna pracownia konserwatorska oraz zaplecze techniczne.
Pomiędzy dwiema bryłami budynków, wzdłuż magazynowej rampy ciągną się tory, które wnikają w głąb budynku. Wewnątrz niego na torach stoi największy eksponat Muzeum, rosyjski wagon towarowy.

## Nagrody
- Muzeum Pamięci Sybiru zostało uznane za Top Inwestycję Komunalną 2020[28].
- Firma BUDIMEX S.A. za realizację budynku Muzeum Pamięci Sybiru otrzymała Nagrodę Specjalną w 26. edycji konkursu Budowa Roku 2019/2020 w Regionie Północno-Wschodnim[29].
- 5 grudnia 2023 r. Muzeum otrzymało „Nagrodę Muzealną Rady Europy 2024”[30].

## Wystawa stała
Wystawa stała Muzeum Pamięci Sybiru mieści się na dwóch piętrach zabytkowego magazynu wojskowego. Ekspozycję zaprojektowała belgijska pracownia Tempora SA. Na 1000 m kw. powierzchni przedstawiono m.in. życie na przedwojennych Kresach, obecność Polaków na Syberii carów, specyfikę sowieckiej okupacji, deportacje w głąb Związku Sowieckiego i realia życia na Syberii i w Kazachstanie, dokąd trafiali zsyłani, deportowani oraz więzieni w łagrach. Wystawa wykorzystuje multimedia, ale opiera się na autentycznych eksponatach, wśród których największą część stanowią pamiątki po zesłańcach i osobach deportowanych, wiele z nich przekazanych Muzeum bezpośrednio przez Sybiraków lub ich potomków. Istotnym elementem wystawy są relacje i wspomnienia osób deportowanych oraz ich osobiste historie.
Na poszczególnych poziomach wystawy może przebywać jednocześnie 380 osób (po 190 na kondygnację). W związku z obostrzeniami covidowymi liczba ta została ograniczona do 200 (po 100 osób na piętro).
W podziemiu budynku znajduje się Memoriał Katyński – sala o powierzchni blisko 250 m kw. poświęcona ofiarom zbrodni katyńskiej. Ich losy łączą się z Sybirem – w ramach trzeciej akcji deportacyjnej w głąb Związku Sowieckiego wywożono rodziny zamordowanych oficerów.

## Dostępność
Muzeum Pamięci Sybiru jest dostępne dla osób o specjalnych potrzebach. W kasach i na ekspozycji stałej zamontowane są pętle indukcyjne pozwalające na odbiór dźwięków bezpośrednio w aparatach i implantach słuchowych.
Z myślą o osobach z dysfunkcją wzroku przed ekspozycją umieszczona jest trójwymiarowa makieta wystawy, a na wystawie czekają wydrukowane w technologii 3D repliki wybranych eksponatów oraz opisy w alfabecie Braille’a. Muzeum udostępnia także audioprzewodnik z audiodeskrypcją.
W odpowiedzi na potrzeby osób wysoko wrażliwych oraz ze spektrum autyzmu przygotowany został pokój wyciszenia, w którym potrzebujące tego osoby mogą się uspokoić i odpocząć.
Muzeum udostępnia osobom zwiedzającym wózki inwalidzkie oraz chodziki.